# Jan-Philipp Sendker
Jan-Philipp Sendker (Amburgo, 1960) è uno scrittore tedesco.
Jan-Philipp Sendker è nato ad Amburgo nel 1960, dopodiché ha vissuto dal 1990 al 1995 in America ed è stato corrispondente per Stern, in Asia, dal 1995 al 1999. Dopo aver vissuto per una seconda volta negli Stati Uniti è tornato in Germania, vive a Berlino e oggi lavora nuovamente per Stern.

## Opere
- Risse in der großen Mauer. Gesichter eines neuen China. Blessing, München 2000
- L'arte di ascoltare i battiti del cuore (Das Herzenhören 2002), Neri Pozza 2009
- Il sussurro delle ombre (Das Flüstern der Schatten 2007), Neri Pozza, 2010
- Gli scherzi del dragone (Drachenspiele. 2009), Neri Pozza, 2011
- Gli accordi del cuore (Herzenstimmen 2012), Neri Pozza, 2012
- Alla fine della notte (Am anderen Ende der Nacht 2016), Neri Pozza, 2017
- La memoria del cuore (Das Gedächtnis des Herzens 2019), Neri Pozza, 2020